# Sindaci di Monte Argentario
Di seguito l'elenco cronologico dei sindaci di Monte Argentario, comune italiano in provincia di Grosseto, e delle altre figure apicali equivalenti che si sono succedute nel corso della storia.

## Granducato di Toscana (1843-1860)
| Sebastiano Lambardi | 1843          | 1844          |
| Sebastiano Lambardi | 1844          | 1847          |
| Sebastiano Lambardi | 1847          | aprile 1850   |
| Giovanni Sordini    | 5 aprile 1850 | giugno 1856   |
| Lorenzo Sordini     | giugno 1856   | febbraio 1861 |

## Regno d'Italia (1861-1946)
| Gonfalonieri nominati dal governo (1861-1865)                                    | Gonfalonieri nominati dal governo (1861-1865) | Gonfalonieri nominati dal governo (1861-1865) | Gonfalonieri nominati dal governo (1861-1865) | Gonfalonieri nominati dal governo (1861-1865) |
| Nominativo                                                                       | Partito                                       | Partito                                       | Mandato                                       | Mandato                                       |
| Nominativo                                                                       | Partito                                       | Partito                                       | Inizio                                        | Fine                                          |
| -------------------------------------------------------------------------------- | --------------------------------------------- | --------------------------------------------- | --------------------------------------------- | --------------------------------------------- |
| Lorenzo Sordini                                                                  | ?                                             | ?                                             | febbraio 1861                                 | marzo 1862                                    |
| Luigi Lubrano                                                                    | ?                                             | ?                                             | marzo 1862                                    | marzo 1864                                    |
| Domenico Busonero                                                                | ?                                             | ?                                             | marzo 1864                                    | novembre 1864                                 |
| Angelo Ugazzi                                                                    | ?                                             | ?                                             | novembre 1864                                 | settembre 1865                                |
| Sindaci nominati dal governo (1865-1889)                                         |                                               |                                               |                                               |                                               |
| Nominativo                                                                       | Partito                                       | Partito                                       | Mandato                                       | Mandato                                       |
| Nominativo                                                                       | Partito                                       | Partito                                       | Inizio                                        | Fine                                          |
| Lorenzo Sordini                                                                  | ?                                             | ?                                             | settembre 1865                                | febbraio 1868                                 |
| Giovanni Anselmi                                                                 | ?                                             | ?                                             | febbraio 1868                                 | maggio 1873                                   |
| Agostino Barbini (Regio commissario)                                             | ?                                             | ?                                             | 29 maggio 1873                                | 17 settembre 1873                             |
| Agostino Barbini                                                                 | ?                                             | ?                                             | 17 settembre 1873                             | febbraio 1877                                 |
| Luigi Lambardi                                                                   | ?                                             | ?                                             | febbraio 1877                                 | gennaio 1879                                  |
| Daniele Bernaroli                                                                | ?                                             | ?                                             | gennaio 1879                                  | gennaio 1879                                  |
| Luigi Lubrano Giovanni Anselmi Angelo Ugazzi Antonio Casalini (Facenti funzioni) | ?                                             | ?                                             | gennaio 1879                                  | marzo 1883                                    |
| Michele Ugazzi                                                                   | ?                                             | ?                                             | marzo 1883                                    | settembre 1887                                |
| Edoardo Della Nave (Facente funzioni)                                            | ?                                             | ?                                             | settembre 1887                                | aprile 1888                                   |
| Vittorio Lambardi                                                                | ?                                             | ?                                             | 8 aprile 1888                                 | 1889                                          |
| Sindaci eletti dal Consiglio comunale (1889-1927)                                |                                               |                                               |                                               |                                               |
| Nominativo                                                                       | Partito                                       | Partito                                       | Mandato                                       | Mandato                                       |
| Nominativo                                                                       | Partito                                       | Partito                                       | Inizio                                        | Fine                                          |
| Vittorio Lambardi                                                                | ?                                             | ?                                             | 1889                                          | febbraio 1893                                 |
| Stanislao Vailorido                                                              | ?                                             | ?                                             | 23 febbraio 1893                              | 14 marzo 1894                                 |
| Lorenzo Sordini                                                                  | ?                                             | ?                                             | 14 marzo 1894                                 | 1895                                          |
| Vittorio Lambardi                                                                | ?                                             | ?                                             | 1895                                          | 1896                                          |
| Pietro Paffetti                                                                  | ?                                             | ?                                             | 1896                                          | 1899                                          |
| Scipione Braccialini                                                             | ?                                             | ?                                             | 7 agosto 1899                                 | 26 marzo 1900                                 |
| Pietro Paffetti                                                                  | ?                                             | ?                                             | 1900                                          | 1902                                          |
| Bernardino Busonero                                                              | ?                                             | ?                                             | 1902                                          | 1902                                          |
| Italo Vivarelli                                                                  | ?                                             | ?                                             | 1902                                          | 1904                                          |
| Carlo Scalabrelli                                                                | ?                                             | ?                                             | 2 giugno 1904                                 | 13 giugno 1904                                |
| Italo Vivarelli                                                                  | ?                                             | ?                                             | 27 giugno 1904                                | 25 luglio 1904                                |
| Michele Ugazzi                                                                   | ?                                             | ?                                             | 29 agosto 1904                                | 21 novembre 1904                              |
| Azzaria Lattes                                                                   | ?                                             | ?                                             | 6 marzo 1905                                  | 2 giugno 1906                                 |
| Pietro Ballini (Facente funzioni)                                                | ?                                             | ?                                             | 2 giugno 1906                                 | 30 luglio 1906                                |
| Italo Vivarelli                                                                  | ?                                             | ?                                             | 30 luglio 1906                                | 13 luglio 1908                                |
| Ciriaco Baschieri Salvadori                                                      | ?                                             | ?                                             | 10 marzo 1909                                 | 1911                                          |
| Luigi Busonero                                                                   | ?                                             | ?                                             | 1911                                          | aprile 1914                                   |
| Innocenzo Castellani (Commissario prefettizio)                                   | –                                             | –                                             | 15 aprile 1914                                | 20 luglio 1914                                |
| Ciriaco Baschieri Salvadori                                                      | ?                                             | ?                                             | luglio 1914                                   | ottobre 1915                                  |
| Italo Vivarelli                                                                  | ?                                             | ?                                             | 14 ottobre 1915                               | maggio 1916                                   |
| Stefano Mascioli                                                                 | ?                                             | ?                                             | 18 maggio 1916                                | febbraio 1919                                 |
| Luigi Busonero                                                                   | ?                                             | ?                                             | 7 febbraio 1919                               | 14 luglio 1919                                |
| Augusto Mura (Commissario prefettizio)                                           | –                                             | –                                             | 14 luglio 1919                                | settembre 1919                                |
| Stefano Adinolfi (Commissario prefettizio)                                       | –                                             | –                                             | settembre 1919                                | dicembre 1919                                 |
| Francesco Tomasuolo (Regio commissario)                                          | –                                             | –                                             | dicembre 1919                                 | 1º agosto 1920                                |
| Pietro Bevilacqua (Regio commissario)                                            | –                                             | –                                             | 1º agosto 1920                                | 8 ottobre 1920                                |
| Luigi Busonero                                                                   | ?                                             | ?                                             | 8 ottobre 1920                                | 1920                                          |
| Ettore Tognetti (Commissario prefettizio)                                        | –                                             | –                                             | 1920                                          | 27 luglio 1922                                |
| Andrea Ferrara (Commissario prefettizio)                                         | –                                             | –                                             | 27 luglio 1922                                | 22 ottobre 1922                               |
| Vittorio Lambardi (Commissario prefettizio)                                      | –                                             | –                                             | 22 ottobre 1922                               | 24 novembre 1922                              |
| Giovanni Sordini                                                                 | ?                                             | ?                                             | 24 novembre 1922                              | 20 aprile 1925                                |
| Augusto Ghidoli (Commissario prefettizio)                                        | –                                             | –                                             | 20 aprile 1925                                | 16 settembre 1925                             |
| Azzelio Duranti (Commissario prefettizio)                                        | –                                             | –                                             | 16 settembre 1925                             | 3 febbraio 1926                               |
| Ettore Casalini                                                                  |                                               | Partito Nazionale Fascista                    | 3 febbraio 1926                               | 3 aprile 1927                                 |
| Podestà nominati dal governo (1927-1944)                                         |                                               |                                               |                                               |                                               |
| Nominativo                                                                       | Partito                                       | Partito                                       | Mandato                                       | Mandato                                       |
| Nominativo                                                                       | Partito                                       | Partito                                       | Inizio                                        | Fine                                          |
| Ettore Casalini                                                                  |                                               | Partito Nazionale Fascista                    | 3 aprile 1927                                 | 1928                                          |
| Vincenzo Busonero (Commissario prefettizio)                                      | –                                             | –                                             | 1928                                          | 12 gennaio 1929                               |
| Vincenzo Busonero                                                                |                                               | Partito Nazionale Fascista                    | 12 gennaio 1929                               | 12 giugno 1930                                |
| Alfredo Danesi (Commissario prefettizio)                                         | –                                             | –                                             | 12 giugno 1930                                | 27 gennaio 1934                               |
| Ettore Pellegrini (Commissario prefettizio)                                      | –                                             | –                                             | 27 gennaio 1934                               | 1934                                          |
| Ettore Pellegrini                                                                |                                               | Partito Nazionale Fascista                    | 1934                                          | 1943                                          |
| Amerigo Palombo (Commissario prefettizio)                                        | –                                             | –                                             | 1943                                          | dicembre 1943                                 |
| Quintilio Lavoratori (Commissario prefettizio)                                   | –                                             | –                                             | dicembre 1943                                 | 1944                                          |
| Gottardo Angella (Commissario prefettizio)                                       | –                                             | –                                             | 1944                                          | luglio 1944                                   |
| Riccardo Ricci (Commissario prefettizio)                                         | –                                             | –                                             | luglio 1944                                   | ottobre 1944                                  |
| Sindaci del periodo costituzionale transitorio (1944-1946)                       |                                               |                                               |                                               |                                               |
| Nominativo                                                                       | Partito                                       | Partito                                       | Mandato                                       | Mandato                                       |
| Nominativo                                                                       | Partito                                       | Partito                                       | Inizio                                        | Fine                                          |
| Giuseppe Baschieri Salvadori                                                     |                                               | Partito Socialista Italiano                   | ottobre 1944                                  | marzo 1946                                    |

## Repubblica Italiana (dal 1946)
| Sindaci eletti dal Consiglio comunale (1946-1995)    | Sindaci eletti dal Consiglio comunale (1946-1995) | Sindaci eletti dal Consiglio comunale (1946-1995) | Sindaci eletti dal Consiglio comunale (1946-1995)    | Sindaci eletti dal Consiglio comunale (1946-1995)                  | Sindaci eletti dal Consiglio comunale (1946-1995) | Sindaci eletti dal Consiglio comunale (1946-1995) | Sindaci eletti dal Consiglio comunale (1946-1995) | Sindaci eletti dal Consiglio comunale (1946-1995) |
| Nominativo                                           | Partito                                           | Partito                                           | Partito                                              | Partito                                                            | Mandato                                           | Mandato                                           | Elezione                                          |                                                   |
| Nominativo                                           | Partito                                           | Partito                                           | Partito                                              | Partito                                                            | Inizio                                            | Fine                                              | Elezione                                          |                                                   |
| ---------------------------------------------------- | ------------------------------------------------- | ------------------------------------------------- | ---------------------------------------------------- | ------------------------------------------------------------------ | ------------------------------------------------- | ------------------------------------------------- | ------------------------------------------------- | ------------------------------------------------- |
| Primo Wongher                                        |                                                   | Partito Repubblicano Italiano                     | Partito Repubblicano Italiano                        | Partito Repubblicano Italiano                                      | 31 marzo 1946                                     | 24 giugno 1951                                    | Elezione 1946                                     |                                                   |
| Primo Wongher                                        | 24 giugno 1951                                    | Partito Repubblicano Italiano                     | Partito Repubblicano Italiano                        | Partito Repubblicano Italiano                                      | 10 giugno 1956                                    | Elezione 1951                                     |                                                   |                                                   |
| Ettore Zolesi                                        |                                                   | Democrazia Cristiana                              | Democrazia Cristiana                                 | Democrazia Cristiana                                               | 10 giugno 1956                                    | 20 novembre 1961                                  | Elezione 1956                                     |                                                   |
| Ettore Zolesi                                        | 20 novembre 1961                                  | Democrazia Cristiana                              | Democrazia Cristiana                                 | Democrazia Cristiana                                               | 4 gennaio 1965                                    | Elezione 1961                                     |                                                   |                                                   |
| Primo Wongher                                        |                                                   | Partito Repubblicano Italiano                     | Partito Repubblicano Italiano                        | Partito Repubblicano Italiano                                      | 4 gennaio 1965                                    | Elezione 1961                                     | 27 novembre 1966                                  |                                                   |
| Silvano Giovani                                      |                                                   | Partito Repubblicano Italiano                     | Partito Repubblicano Italiano                        | Partito Repubblicano Italiano                                      | 27 novembre 1966                                  | 4 agosto 1970                                     | Elezione 1966                                     |                                                   |
| Ettore Zolesi                                        |                                                   | Democrazia Cristiana                              | Democrazia Cristiana                                 | Democrazia Cristiana                                               | 4 agosto 1970                                     | 8 luglio 1974                                     | Elezione 1970                                     |                                                   |
| Susanna Agnelli                                      |                                                   | Partito Repubblicano Italiano                     | Partito Repubblicano Italiano                        | Partito Repubblicano Italiano                                      | 8 luglio 1974                                     | 1979                                              | Elezione 1974                                     |                                                   |
| Susanna Agnelli                                      | 1979                                              | Partito Repubblicano Italiano                     | Partito Repubblicano Italiano                        | Partito Repubblicano Italiano                                      | 20 ottobre 1984                                   | Elezione 1979                                     |                                                   |                                                   |
| Florio Zolesi                                        |                                                   | Partito Repubblicano Italiano                     | Partito Repubblicano Italiano                        | Partito Repubblicano Italiano                                      | 20 ottobre 1984                                   | Elezione 1979                                     | 3 agosto 1985                                     |                                                   |
| Umberto Corsi                                        |                                                   | Democrazia Cristiana                              | Democrazia Cristiana                                 | Democrazia Cristiana                                               | 3 agosto 1985                                     | 16 luglio 1990                                    | Elezione 1985                                     |                                                   |
| Benito Grassi                                        |                                                   | Partito Socialista Italiano                       | Partito Socialista Italiano                          | Partito Socialista Italiano                                        | 16 luglio 1990                                    | 18 febbraio 1991                                  | Elezione 1990                                     |                                                   |
| Umberto Corsi                                        |                                                   | Democrazia Cristiana                              | Democrazia Cristiana                                 | Democrazia Cristiana                                               | 18 febbraio 1991                                  | 24 aprile 1995                                    | Elezione 1990                                     |                                                   |
| Sindaci eletti direttamente dai cittadini (dal 1995) |                                                   |                                                   |                                                      |                                                                    |                                                   |                                                   |                                                   |                                                   |
| Nominativo                                           | Partito                                           | Partito                                           | Lista                                                | Lista                                                              | Mandato                                           | Mandato                                           | Elezione                                          |                                                   |
| Nominativo                                           | Partito                                           | Partito                                           | Lista                                                | Lista                                                              | Inizio                                            | Fine                                              | Elezione                                          |                                                   |
| Marco Visconti                                       |                                                   | Partito Popolare Italiano                         |                                                      | PPI                                                                | 24 aprile 1995                                    | 14 giugno 1999                                    | Elezione 1995                                     |                                                   |
| Marco Visconti                                       |                                                   | Partito Popolare Italiano                         | PPI                                                  | 14 giugno 1999                                                     | 14 giugno 2004                                    | Elezione 1999                                     |                                                   |                                                   |
| Nazzareno Alocci                                     |                                                   | Indipendente                                      |                                                      | Lista civica di centro-sinistra                                    | 14 giugno 2004                                    | 7 maggio 2007                                     | Elezione 2004                                     |                                                   |
| Rita Piermatti (Commissario prefettizio)             | –                                                 | –                                                 | –                                                    | –                                                                  | 7 maggio 2007                                     | 15 aprile 2008                                    | –                                                 |                                                   |
| Arturo Cerulli                                       |                                                   | Indipendente                                      |                                                      | Lista civica di centro-destra                                      | 15 aprile 2008                                    | 27 maggio 2013                                    | Elezione 2008                                     |                                                   |
| Arturo Cerulli                                       |                                                   | Indipendente                                      | Lista civica di centro-destra Cerulli Arturo Sindaco | 27 maggio 2013                                                     | 11 giugno 2018                                    | Elezione 2013                                     |                                                   |                                                   |
| Francesco Borghini                                   |                                                   | Indipendente                                      |                                                      | Lista civica di centro-sinistra Proposta Comune                    | 11 giugno 2018                                    | 14 maggio 2023                                    | Elezione 2018                                     |                                                   |
| Arturo Cerulli                                       |                                                   | Indipendente                                      |                                                      | Lista civica di destra Civico 23 (appoggiato da Fratelli d'Italia) | 15 maggio 2023                                    | in carica                                         | Elezione 2023                                     |                                                   |